# Черепаха зубчата
Черепаха зубчата (Chelonoidis denticulata) — вид черепах з роду Американські сухопутні черепахи родини Суходільні черепахи. Інші назви «жовтонога черепаха», «лісова черепаха» та «шабуті».

## Опис
Загальна довжина коливається від 40 до 70 см. Є відомості про 94 см. Спостерігається статевий диморфізм: самиці більші за самців. Голова масивна. На потилиці розташовано великий щиток, що майже насувається на ніс. Морда закруглена. Очі великі, барабанні перетинки знаходяться позаду очей. Верхня щелепа має 3 зуби. Шия доволі довга  й товста. Панцир зверху сплощений, він має довгасто-яйцеподібну форму, з розширенням ззаду. Карапакс овальної форми, куполоподібний. На спинному щиті 5 широких щитків посередині, по 4 з кожного боку, і 23 менших утворюють зовнішній пояс, потиличної пластинки немає. Хребетні пластинки мають піднесену серединну площину, яка різко відокремлюється своїм жовтим або помаранчевим забарвленням. Черевний щит дуже великий, спереду мовби обрубаний, ззаду вирізаний під тупим кутом і складається з 12 пластинок. Горлові щитки добре розвинені, але не витягнуті уперед.  Лапи невеликі, проте потужні. На передніх розташовано 5 кігтів, а на задніх — 4. Пластрон товстий по краях, не виступає за карапакс. Хвіст у самців більш довгий ніж у самиць.
Голова та шия чорного кольору. Чорнувато-коричневе забарвлення карапаксу доповнена розпливчастими жовтими плямами на кожному щитку. На лапах розташовано лусочки жовтого кольору. Звідси одна з назв цієї черепахи. Пластрон має жовто-коричневий колір.

## Спосіб життя
Полюбляє тропічні, вологі ліси, зустрічається у луках та саванах. Вона харчується всілякими плодами, зеленю, падлом, грибами, екскрементами, равликами, хробаками. У неволі шабуті охоче їсть фрукти і сире м'ясо.
Парування триває з липня по серпень. В цей період тримається біля води. Кладку з 4—12 яєць самиця закопує в опалі листи. Інкубаційний період триває від 120 до 160 діб.
М'ясо цієї черепахи вживається в їжу місцевими жителями.

## Розповсюдження
Мешкає у Венесуелі, Гаяні, Гвіані, Суринамі, Бразилії, Еквадорі, Колумбії, Перу, Болівії, на островах Тринідад, Гваделупа.